# Francesc Viaplana i Manresa
Francesc Viaplana i Manresa (la Seu d'Urgell, 1981) és un enginyer tècnic forestal, polític català com a alcalde a la Seu d'Urgell entre 2021 i 2023, càrrec al qual va accedir el setembre de 2021 (seguint el pacte segons el qual ell i Jordi Fàbrega, de Junts per Catalunya, es repartien l'alcaldia a parts iguals).
Va néixer a la Seu d'Urgell el 17 de desembre de 1981, ciutat on va créixer. Les seves arrels es reparteixen entre el Pallars Sobirà, l'Alt Urgell, Andorra i Barcelona.
Va estudiar Enginyeria Tècnica Forestal a Lleida. Un cop va acabar la carrera va fer un breu pas per l'administració, i s'incorporà com a soci d'una empresa forestal, tant realitzant projectes com executant treballs forestals. Va patir des de l'empresa privada els anys més durs de la crisis econòmica. Va estat a l'atur i més tard tingué una feina temporal a l'administració coma enginyer tècnic forestal.
És regidor a l'Ajuntament de la Seu d'Urgell des del maig del 2015 i fou president d'Esquerra Republicana de Catalunya a l'Alt Pirineu i l'Aran des de l'any 2012 fins a l'any 2019. També és el president i portaveu d'ERC a l'Ajuntament de la Seu d'Urgell. Va ser membre i vicepresident del Consell Comarcal de l'Alt Urgell fins que ho va deixar per motius polítics.
A les eleccions al Parlament de Catalunya de 2017, en que fou número quatre per Lleida, fou escollit diputat amb la llista d'Esquerra Republicana de Catalunya. El 2021 no es va tornar a presentar a les eleccions al Parlament.